# Polo ai Giochi della II Olimpiade
Alla II Olimpiade si disputò un torneo di polo. Le partite furono disputate il 28 maggio, 31 maggio e il 2 giugno. Vi parteciparono 5 squadre. La maggior parte delle squadre erano di nazionalità mista.

## Medagliere
| Pos.   | Paese         | Oro | Argento | Bronzo | Totale |
| ------ | ------------- | --- | ------- | ------ | ------ |
| 1      | Squadra mista | 1   | 1       | 1      | 3      |
| 2      | Messico       | 0   | 0       | 1      | 1      |
| Totale | Totale        | 1   | 1       | 2      | 4      |

## Risultati
|  | Turno preliminare     | Turno preliminare     | Turno preliminare            |                              |                       | Semifinali            | Semifinali | Semifinali |  |  | Finale | Finale | Finale |  |
|  |                       |                       |                              |                              |                       |                       |            |            |  |  |        |        |        |  |
|  | Foxhunters Hurlingham | Foxhunters Hurlingham | 10                           |                              |                       |                       |            |            |  |  |        |        |        |  |
|  | Foxhunters Hurlingham | Foxhunters Hurlingham | 10                           |                              |                       |                       |            |            |  |  |        |        |        |  |
|  | Compiègne Polo Club   | Compiègne Polo Club   | 0                            |                              |                       |                       |            |            |  |  |        |        |        |  |
|  | Compiègne Polo Club   | Compiègne Polo Club   | 0                            |                              | Foxhunters Hurlingham | Foxhunters Hurlingham | 6          |            |  |  |        |        |        |  |
|  |                       |                       |                              |                              | Foxhunters Hurlingham | Foxhunters Hurlingham | 6          |            |  |  |        |        |        |  |
|  |                       |                       | Bagatelle Polo Club de Paris | Bagatelle Polo Club de Paris | 4                     |                       |            |            |  |  |        |        |        |  |
|  |                       |                       |                              | Bagatelle Polo Club de Paris | 4                     |                       |            |            |  |  |        |        |        |  |
|  |                       |                       |                              |                              |                       |                       |            |            |  |  |        |        |        |  |
|  |                       |                       |                              |                              |                       |                       |            |            |  |  |        |        |        |  |
|  |                       | Foxhunters Hurlingham | Foxhunters Hurlingham        | 3                            |                       |                       |            |            |  |  |        |        |        |  |
|  |                       |                       |                              |                              |                       |                       |            |            |  |  |        |        |        |  |
|  |                       |                       | BLO Polo Club Rugby          | BLO Polo Club Rugby          | 1                     |                       |            |            |  |  |        |        |        |  |
|  |                       |                       |                              | BLO Polo Club Rugby          | 1                     |                       |            |            |  |  |        |        |        |  |
|  |                       |                       |                              |                              |                       |                       |            |            |  |  |        |        |        |  |
|  |                       |                       |                              |                              |                       |                       |            |            |  |  |        |        |        |  |
|  |                       | BLO Polo Club Rugby   | BLO Polo Club Rugby          | 8                            |                       |                       |            |            |  |  |        |        |        |  |
|  |                       |                       |                              | 8                            |                       |                       |            |            |  |  |        |        |        |  |
|  |                       |                       | Messico                      | Messico                      | 0                     |                       |            |            |  |  |        |        |        |  |

### Turno preliminare
| 28 maggio 1900 | Foxhunters Hurlingham | 10 – 0 | Compiègne Polo Club |  |

### Semifinali
| 31 maggio 1900 | Foxhunters Hurlingham | 6 – 4 | Bagatelle Polo Club de Paris |  |

| 31 maggio 1900 | BLO Polo Club Rugby | 8 – 0 | Messico |  |

### Finale
| 2 giugno 1900 | Foxhunters Hurlingham | 3 – 1 | BLO Polo Club Rugby |  |

## Roster

### Foxhunters Hurlingham
- John Beresford (GBR)
- Denis St. George Daly (GBR)
- Foxhall Parker Keene (USA)
- Frank Mackey (USA)
- Alfred Rawlinson (GBR)

### BLO Polo Club Rugby
- Walter Buckmaster (GBR)
- Frederick Freake (GBR)
- Jean de Madre (GBR)
- Walter McCreery (USA)

### Bagatelle Polo Club de Paris
- Robert Fournier-Sarlovèze (FRA)
- Frederick Agnew Gill (GBR)
- Maurice Raoul-Duval[1] (FRA)
- Edouard Alphonse de Rothschild (FRA)

### Messico
- Eustaquio de Escandón y Barrón
- Manuel de Villavieja Escandón y Barrón
- Pablo de Escandón y Barrón
- Guillermo Hayden Wright

### Compiègne Polo Club
- Louis de Bissacia
- Jean Boussod
- André Fauquet-Lemaître
- Maurice Raoul-Duval[1]